# Războiul Reformei
Războiul Reformei (spaniolă Guerra de Reforma) din Mexic, în timpul celei de-a doua republici, a fost un război civil (1857–1860) dintre susținătorii Partidului Liberal, care venise la putere în 1855 conform Planului de la Ayutla, și membrii Partidului Conservator, care nu recunoștea legitimitatea guvernului și a programului lui de restructurare radicală a legilor, cunoscut ca La Reforma. Războiul Reformei este unul dintre numeroasele episoade ale conflictului îndelungat dintre forțele liberale și cele conservatoare care a dominat istoria țării în secolul al XIX-lea. Liberalii au vrut să elimine puterea politică, economică și culturală a Bisericii Catolice din Mexic și să slăbească rolul armatei mexicane. Biserica catolică și armata erau protejate prin privilegii corporative sau instituționale („fueros”) stabilite în era colonială. Liberalii doreau să creeze un stat național modern, bazat pe principii liberale. Conservatorii doreau menținerea unui guvern centralizat, unii dintre ei optând chiar pentru monarhie, cu biserica și armata păstrându-și rolurile și puterile tradiționale, cu latifundiarii și marii negustori menținându-și dominația asupra majorității populației metise și indigene din Mexic. 
Acest conflict s-a trasforma într-un război civil în toată regula, când liberalii, aflați atunci la guvernare după răsturnarea de la putere a lui Antonio López de Santa Anna, a început să pună în aplicare o serie de legi prin care să desființeze privilegiile și să confiște proprietățile armatei și bisericii, în special ale bisericii. Liberalii au adoptat o serie de legi separate, punând în aplicare viziunea lor asupra Mexicului și apoi au promulgat o nouă lege fundamentală, care a dat forță constituțională programului lor. Rezistența conservatoare la aceste schimbări a culminat cu planul de la Tacubaya, care dus la înlăturarea guvernului președintelui Ignacio Comonfort printr-o lovitură de stat și a preluat controlul asupra orașului Mexico City, forțând liberalii să-și mute guvern în orașul Veracruz. Conservatorii controlau capitala și cea mai mare parte a zonei centrale a Mexicului, în vreme ce restul statelor au trebuit să aleagă una dintre taberele aflate în conflict: guvernul conservator al lui Félix Zuloaga sau cel liberal al lui Benito Juárez.

Liberalii erau lipsiți de experiență militară și au pierdut cele mai multe dintre bătăliile de la începutul conflictului, dar soarta lor s-a schimbat după ce conservatorii au eșuat de două ori în tentativa lor de cucerire a centrului puterii liberale – orașul Veracruz. Guvernul american al președintelui James Buchanan a recunoscut regimul lui Juárez în aprilie 1859, iar cele două guverne au negociat Tratatul McLane-Ocampo. După ratificare, tratatul ar fi permis regimului liberal să se împrumute din America și asigura în același timp americanilor drepturi extinse de tranzit pe teritoriul mexican. După acest moment, liberalii au obținut tot mai multe victorii, până când forțele conservatoare au capitulat în decembrie 1860. În vreme ce forțele principale conservatoare au pierdut războiul, unități de gherilă au continuat să rămână active în următorii cinci ani. Conservatorii mexicai aveau să comploteze cu francezii să îl pună în fruntea statului ca împărat pe Maximilian I.

## Mexicul după obținerea independenței – liberali contra conservatori
După încheierea războiului de independență, țara era profund divizată în timp ce încerca să se refacă după mai mult de un deceniu de lupte. În perioada 1821-1857, la conducerea țării sau aflat mai mult de cinci zeci de guverne – dictaturiale, republicane constituționale și monarhice.
În Mexic au existat în această perioadă două grupuri principale – liberalii și conservatorii. Mișcările politice liberale își aveau începuturile în întâlnirile secrete ale Francmasoneriei. Natura secretă a societății a permis desfășurarea unor dezbateri politice discrete. Conservatorii au sprijinit un guvern puternic centralizat, mulți dintre ei fiind în favoarea unei monarhii în stil european.
Conservatorii au protejat activ numeroase dinte instituțiile moștenite din perioada colonială, inclusiv scutirile de taxe de care se bucuraseră biserica și armata. În schimb, liberalii doreau proclamarea unei republici federale, pornind de la ideile inspirate in Iluminismului european, și doreau limitarea privilegiilor bisericii și armatei. Până la sfârșitul perioadei de reformă, istoria Mexicului avea să fie dominată de aceste două facțiuni, care s-au luptat pentru controlul țării și în același au luptat și impotriva intervențiilor străine. Epoca Reformei în istoria Mexicului este considerată în general ca fiind perioada 1855-1876.

## Ascensiunea liberalilor la mijlocul secolului al XIX-lea
În 1855, liberalii l-au răsturnat de la putere pe Antonio López de Santa Anna conform Planul de la Ayutla și l-au instalat în funcția de președinte pe politicianul Juan Álvarez din statul Guerrero. Liberalii Melchor Ocampo și Benito Juárez, exilați în SUA în ultima perioadă a regimului Santa Anna, s-au reîntors în Mexic, iar alți liberali au ajuns în poziții importante în stat, precum Miguel Lerdo de Tejada și fratele lui mai tânăr, Sebastián Lerdo de Tejada. Această ascensiune a avut loc după pierderea a aproape o jumătate din teritoriul național al Mexicului în favoarea SUA în timpul Războiul Mexicano-American. Liveralii considerau că puterea adânc înrădăcinată a bisericii romano-catolice și armatei erau la originea principalelor probleme ale țării.
Atacul liberalilor asupra hegemoniei bisericii catolice în Mexic s-a desfășurat în mai multe etape, chiar și mai înainte de venirea la putere a Juan Álvarez. Măsurile laute la nivel de stat începând cu anii 1820 și măsurile de reformă din timpul regimului lui Valentín Gómez Farías au provocat reacția conservatorilor pentru apărarea identității catolice a Mexicului, inclusiv pentru integrarea strânsă a bisericii și statului. Aceste măsuri au inclus editarea de publicații catolice și organizarea de grupuri conservatoare care să atace viguros politicile și ideologia liberale. Ideologia liberală își avea rădăcinile în Iluminismul European, care căuta să reducă rolul bisericii în societate. Reformele începute în anii în prima jumătate a secolului s-au alăturat principalelor legi ale erei Reformei, care au fost adoptate în două etape, între anii 1855-1857 și apoi între anii 1858-1960. În 1857, la sfârșitul primei faze a Reformei, a fost promulgată o nouă Constituție a Mexicului. Alte Legile ReformeiÂLegi ale Reformei au fost promulgate în 1861–1863 și după 1867, când liberalii au ieșit victorioși după două războaie civile cu oponenții lor conservatori.

## Reforma liberală

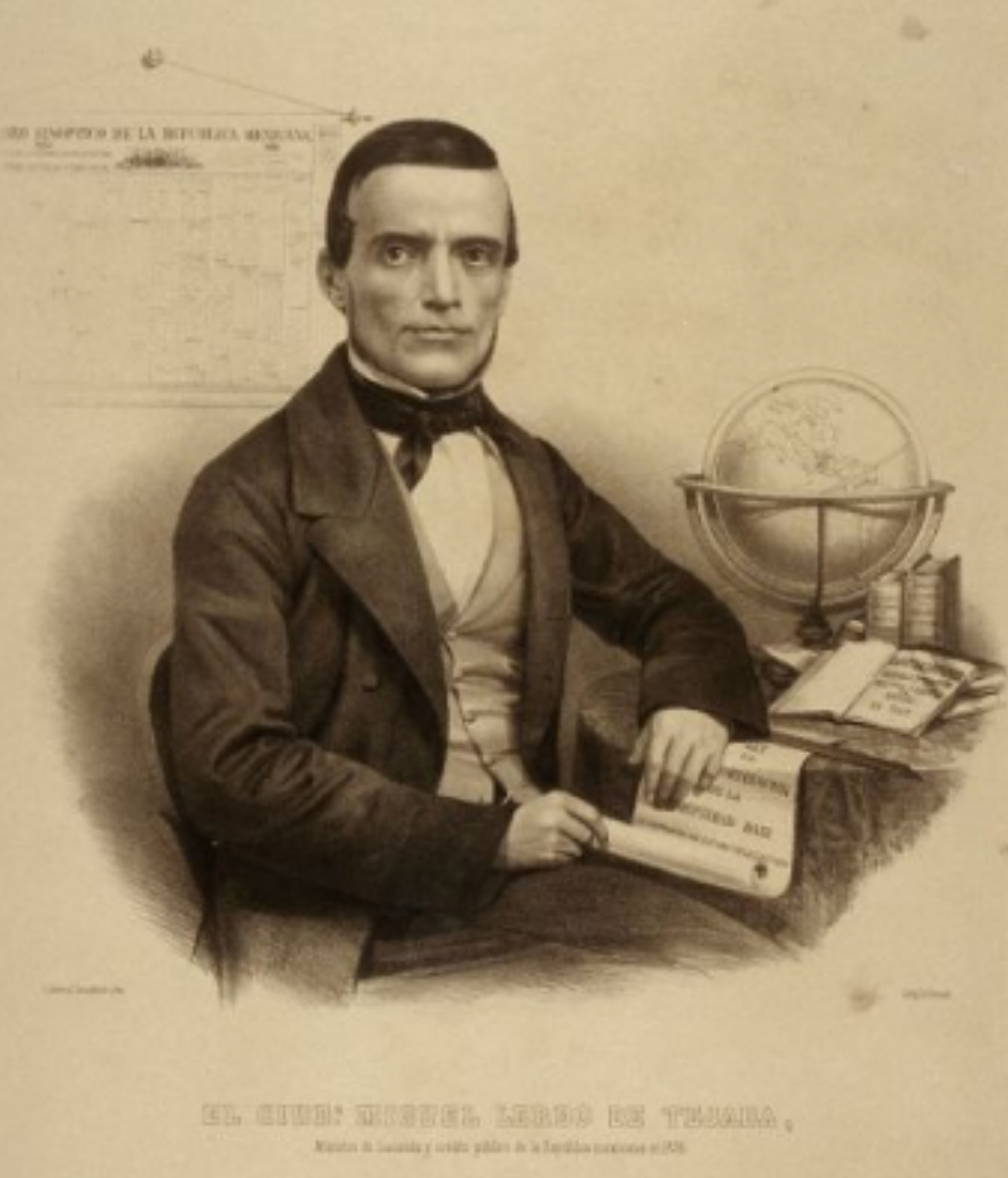
Miguel Lerdo de Tejada a concept legea care să ducă la desființarea proprietăților funciare ale bisericii, dar pământurile obștilor de indigeni.

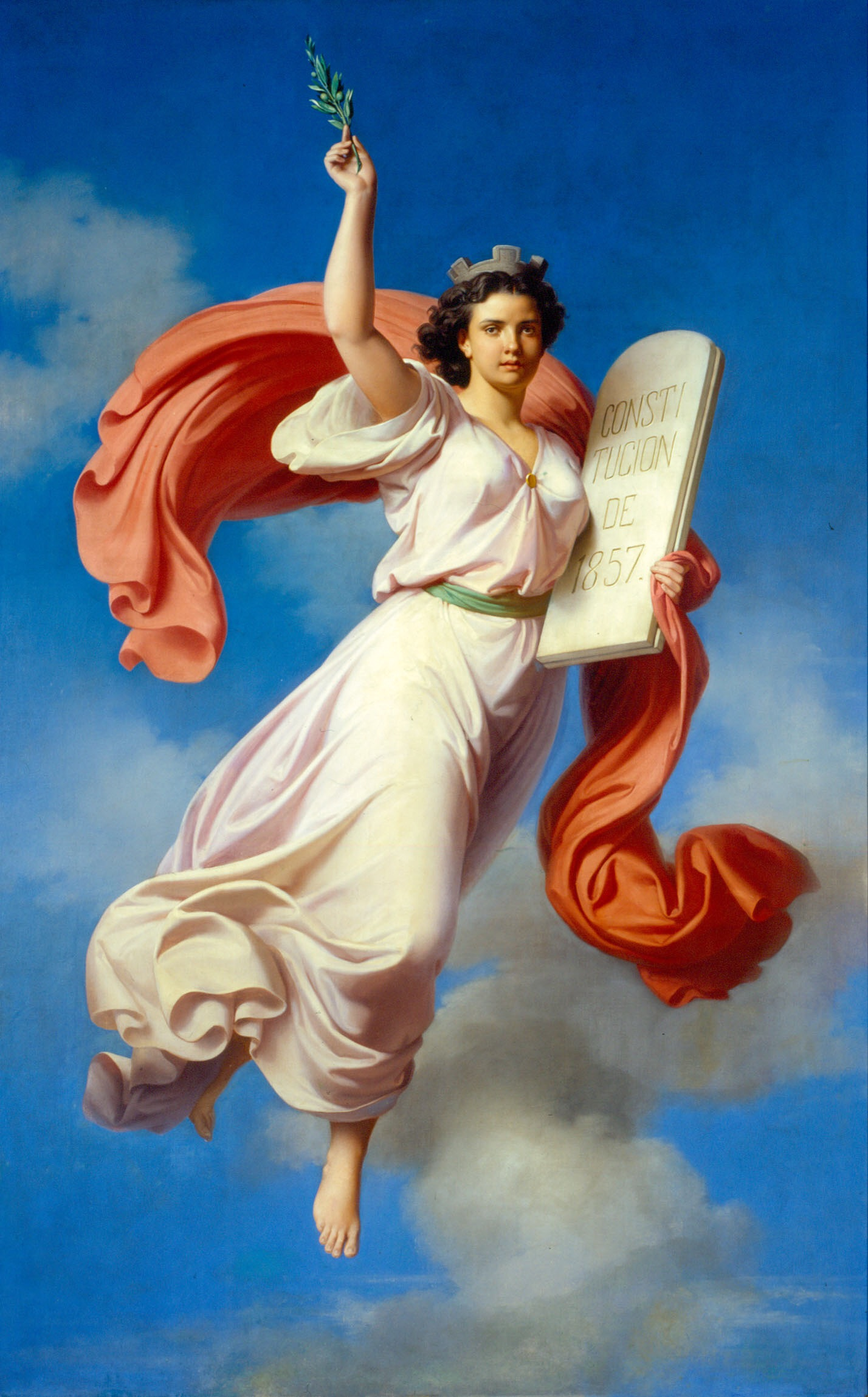
Alegoría de la Constitución de 1857. Tabloul lui Petronilo Monroy a fost finalizat după alungarea francezilor in 1867

Succesul Planului de la Ayutla la adus în funcția de președinte pe Juan Álvarez. Alvarez a fost un „puro” și el a numit alți liberali radicali în poasturi importante – Benito Juárez la Ministerul Justiției, Miguel Lerdo de Tejada al Ministerul dezvolării și Melchor Ocampo la Ministerul Afacerilor Externe. Primele Legi ale Reformei liberale au fost emise în 1855. „Legea Juárez”, numită așa după Benito Juárez, a restrâns privilegiile clericale, în special autoritatea tribunalelor bisericii catolice, subordonându-le sistemului judiciar al statului. Această reformă a fost concepută ca o măsură moderată, care nu a vizat desființarea completă a tribunalelor religioase. Cu toate acestea, măsura a activat diviziunile latenete din Mexic. Arhiepiscopul Lázaro de la Garza  Lázaro de la Garza) a condamnat la Mexico City legea ca pe un atac asupra Bisericii înseși, iar clericii au provocat o răscoală în Puebla în 1855–1856. Alte legii au atacat privilegiile tradiționale de care se bucurau militarii, care fuseseră semnifiative, fiind acordate ca răsplată pentru autorul pe care armata l-a dat diferitelor guverne pentru instalarea și menținerea la putere începând cu epoca împăratuli Agustín de Iturbide.
Următoarea lege a Reformei a fost legea Lerdo, numită astfel după Miguel Lerdo de Tejada. Această lege a permis guvernului să confiște pământului bisericii.  
Această lege s-a dovedit una mult mai controversată decât legea Juárez. Scopul acestei legi era să transforme pământurile deținute de entități corporative, așa cum era biserica, în terenuri privatge, favorizându-i pe cei care le munceau și trăiau pe ele. Inițiatorul legii a considerat că încurajează în acest fel dezvoltarea rurală și că guvernul își va putea crește veniturile taxând noii proprietari. Lerdo de Tejada, care era ministru de finanțe, a pretins bisericii să își vândă cea mai mare partea pământurilor intravilane și extravilane la prețuri reduse. Dacă biserica nu se supunea acestei cereri, guvernul avea să organizeze licitații publice. În plus, legea prevedea că biserica nu poate obține noi proprietăți în viitor. Legea Lerdo nu s-a aplicat însă doar bisericii. Legea prevedea că nicio entitate corporativă nu poate deține teren. Prin aceasta erau încluse și așa-numitele ejido, pământul obștilor săteșt indiene. Dacă la început aceste proprietăți obștești au fost excluse de lege, în cele din urmă comunitățile indiene au suferit mari pierderi ale pământurilor comune.
în 1857 a fost promulgată o nouă lege anti-clericală, Legea Iglesias (numită după José María Iglesias), care a reglementat colectarea taxelor clericale de la cei săraci și a interzis preoților să pretindă bani pentru serviciile prestate la slujbele de botez, căsătorie și înmormântare. Căsătoria a devenit un contract civil, deși divorțul nu a fost autorizat. Actualizarea și păstrarea registrele de stare civilă pentru nașteri, decese și căsătorii au trecut în sarcina statului, președintele Benito Juárez înregistrându-și fiul nou născut în Veracruz. A fost redus numărul sărbătorilor religioase și au fost introduse câteva sărbători legale care să comemoreze evenimente naționale. Au fost interzise celebrările religioase în afara bisericilor, purtarea veșmintelor religioase în public și a fost restricționată utilizarea clopotelor bisericești. O altă lege importantă a Reformei a fost Legea naționalizări proprietăților eclesiastice, care avea în cele din urmă să ducă la secularizarea a aproape tuturor mânăstirilor de bărbați și de femei. Guvernul a sperat că această lege avea să aducă suficient venit pentru asigurarea unui împrumut de la americani, dar vânzările de terenuri au fost sub așteptări de-a lungul întregii perioade de timp de la emiterea legii până la începutul secolului al XX-lea.
Odată cu adoptarea acestor legi, Congresul Mexicului a început dezbaterile pentru promulgarea unei noi constituții. Deputații au fost preocupați de precedentele stabilite de prima lege a Reformelor și de alegerea unei forme de guvernare pentru Mexic – stat centralizat, autoritarist sau federal. În cele din urmă, Constituția Federală a Statelor Unite Mexicane din 1857 a stabilit o componenetă centralistă. Cum noua lege fundamentală nu a acceptat ca biserica romano-catolică să fie declarată instituție religioasă oficială și exclusivă, constituția a fost un pas însemnat pentru separarea bisericii de stat.

## Războiul civil
| Bătăliile Războiului Reformei |
| --- |
| Victorie a liberalilor Victorie a conservatorilor · CelayaSalamancaAtenquiqueIxtlahuacaSilaoVeracruzPeñuelasTacubayaTlatempaCalpulalpanAhualulcoEstancia de las VacasGuadalajaraLoma AltaGuadalajaraOaxacaLa Albarrada Bătăliile Războiului Reformei |

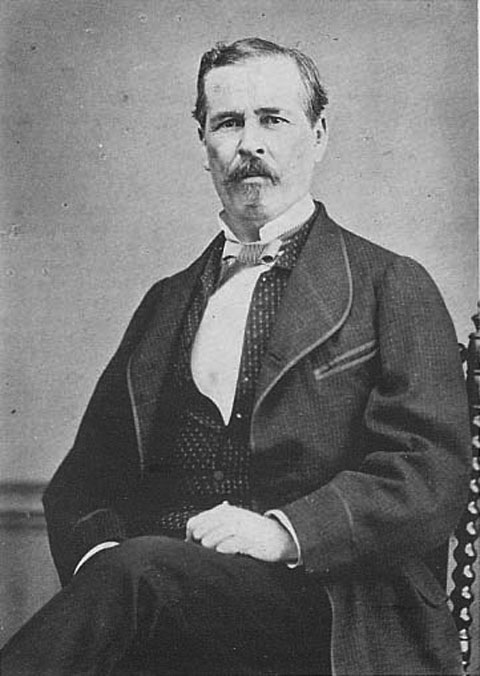
Generalul Félix Zuloaga, președintele conservator al Mexicului în timpul Războiului Reformei.

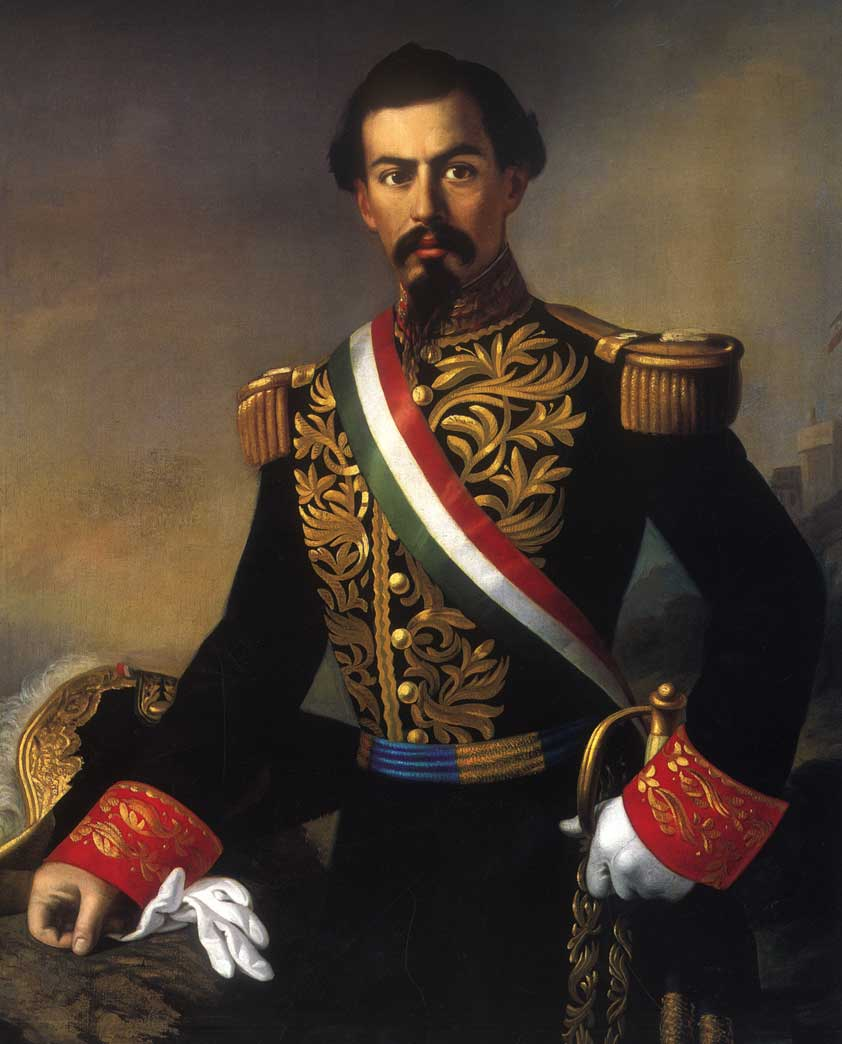
Generalul Miguel Miramón

Fiecare dintre legile Reformei a fost întâmpinată cu o puternică rezistență din partea conservatorilor, bisericii și militarilor, care a culminat cu rebeliunea armată și război. După promulgarea Legii Juárez, generalul Tomás Mejía (1820 – 1867) a declanșat o rebeliune militară în regiunea Sierra Gorda din Querétaroîmpotriva guvernului liberal, pentru apărarea identității catolice a țării. Mejía avea să întreprindă operațiuni militare împotriva forțelor liberale în următoii opt ani.
Reacțiile împotriva legii Lerdo și a constituției din 1857 au culminat cu ocuparea orașului Mexico City de către forțele conservatoare. Această operațiune a fost numită planul de la Tacubaya. Când militarii au preluat controlul asupra capitalei Mexico City, Ignacio Comonfort, președintele de atunci, a fost de acord cu termenii numitului plan, dar președintele Curții Supreme, Benito Juárez, a luat poziție în favoarea Constituției din 1857. Juárez a fost arestat. Comonfort a fost în cele din urmă obligat să demisioneze, iar generalul Félix Zuloaga a fost numit în locul lui. După ce au intrat în Mexico City, susținătorii lui Zuloaga au închis Congresul și i-au arestat pe politicienii liberali, după care au început schițarea unui nou proiect de constituție.
Planul de la Tacubaya a divizat profund Mexicul, fiecare stat luând decizia să sprijine una sau alta dintre tabere. Juárez a evasat din închisoare și s-a refugiat în orașul Querétaro. El a fost recunoscut ca președinte intermiar de către liberali. În condițiile în care Zuloaga și armata dețineau controlul asupra celei mai mari părți a Mexicului, Juárez și guvernul său au fost forțați să se mute în orașul Veracruz. Guvernul liberal avea controlul asupra statului Veracruz și se baza pe sprijinul unui număr de state aliate din partea de nord și central-vestică a țării. Reședința guvernului liberal avea să fie în orașul în perioada 1858-1861.
Ostilitățile pe scară largă dintre liberali și conservatori aveau să se desfășoare în perioada 1858-1860. Conservatorii au păstrat controlul asupra capitalei Mexico City, dar nu au reușit să ocupe și Veracruz. Forțele conservatoare comandate de generalul Miguel Miramón au încercat în două rânduri în anul 1860 să cucerească orașul Veracruz, dar au eșuat. Liberalii au obținut prin exploatarea portului Veracruz provizii și bani, iar Juárez a condus de aici lupta împotriva conservatorilor.
La începutul războiului, liberalilor le lipsea experiența militară a conservatorilor, care se bucurau de sprijinul ierarhiei militare mexicane. Cu toate acestea, pe timpul derulării ostilităților, forțele liberale au căpătat experiență și s-au bucurat de sprijinul SUA, ceea ce le-a permis să obțină victorii în războiul civil. Pe 6 martie, două vase de luptă cumpăratre de guvernul conservator au fost împiedicate să intre în oraș de către forțele navale americane, care acționau în sprijinul facțiunii liberale a lui Benito Juarez. Americanii au atacat cele două vase mixicane și au arestat echipajele, în cele din urmă internând marinarii mexicani în New Orleans. Acest incident a devenit cunoscut ca Bătălia de la Anton Lizardo. În același an, forțele conservatoare au fost învinse în Oaxaca și Guadalajara. În decembrie 1860, generalul Miramón a capiulat în fața orașului Mexico City. Forțele liberale au reocupat capitala pe 1 ianuarie 1861, iar președintele Benito Juárez a intrat în oraș o săptămână mai târziu. În ciuda faptului că liberalii au recucerit controlul asupra capitalei, bande de gherile conservatoare au continuat să opereze în zonele rurale. Generalul Miramón a plecat în exil în Cuba și Europa. Cu toate acestea, generalul Márquez a rămas activ și Mejía a operat din fieful lui din Sierra Gorda până la sfârșitul intervenției franceze din Mexic.

## Guvernul Juárez și intervenția franceză
Preșdintele interimar Juárez a fost ales definitiv în cea mai înaltă funcție din stat în martie 1861. Cu toate acestea, starea euforică a liberalilor din 1861 a fost de scurtă durată. Războiul distrusese o bună parte a infrastructurii Mexicului și paralizase economia țării. Deși onservatorii fuseseră învinși, ei dispăruseră, iar guvernul Juárez a trebuit să răspundă la presiunile acestor fracțiuni. Una dintre concesiile a fost amnistia pentru luptătorilor de gherilă conservatoare capturaț, chiar dacă acești luptători continuau să execute liberalii capturați, printe ei numărându-se și Melchor Ocampo. Juárez sa confruntat, de asemenea, cu presiuni externe din țări precum Marea Britanie, Spania și Franța, datorită sumelor mari de bani datorate de Mexic acestor state. Facțiunile mexicane conservatoare, care încă doreau o monarhie de tip european, au conspirat în cele din urmă cu guvernul francez să proclame un al doilea împărat al Mexicului în timpul intervenției franceze în Mexic.

## Vezi și
- Războiul Mexicano-American
- Intervenția franceză în Mexic

## Legături externe
- es  ILCE: RedEscolar - Portal Educativo Arhivat în 19 martie 2011, la Wayback Machine.
- es  Poemas de Riva Palacio
- es  UNAM: Université nationale autonome du Mexique Arhivat în 29 septembrie 2011, la Wayback Machine.